# Richards (cráter)
Richards es un pequeño cráter de impacto que se encuentra en el interior septentrional de la llanura amurallada del cráter Mendeleev, en la cara oculta de la Luna. Se localiza a medio camino entre los cráteres Bergman al oeste-suroeste y Fischer al este, ambos también dentro del interior de Mendeleev.
|  |

Es un cráter circular en forma de copa, con un pequeño círculo de suelo interior en el punto medio de las paredes interiores inclinadas. Los lados interiores tienen un albedo más alto que los alrededores. Posee un pequeño cráter situado en el borde norte-noreste del brocal. La cadena de cráteres denominada Catena Mendeleev pasa justo al oeste de Richards, continuando en una línea de pequeños cráteres desde el extremo suroeste de Mendeleev.
|  |  |  |  |